# 茶臼山駅
茶臼山駅（ちゃうすやまえき）は、愛知県新城市富永字四条にある、東海旅客鉄道（JR東海）飯田線の駅である。

## 概要
豊橋駅（愛知県）と辰野駅（長野県）を結ぶJR飯田線の中間駅（途中駅）の一つである。新城市新城地区の北部地区（旧・南設楽郡東郷村域）に位置する。駅名にある「茶臼山」は、長篠の戦いにおいて織田信長が陣取った茶臼山本陣があったことによるものであり、愛知・長野県境にある茶臼山との関連は無い。
1926年（大正15年）に、豊川鉄道によって開設した。その後国有化を経て、1987年（昭和62年）の国鉄分割民営化に伴いJR東海に移管された。

## 歴史
当駅を開設した豊川鉄道は、現在のJR飯田線南部に当たる豊橋 - 大海間を運営していた私鉄である。この駅を挟む新城から大海までの区間が1900年（明治33年）に開通した際、当該区間に途中駅は開設されていなかったが、それから20年以上を経た1926年5月になって茶臼山駅が新設された。
1943年（昭和18年）8月、豊川鉄道線は買収・国有化され国有鉄道飯田線が成立する。これによって茶臼山駅も国有鉄道の駅となった。1971年（昭和46年）には開業時からの貨物営業が廃止されて旅客専用の駅となり、そのまま1987年4月の国鉄分割・民営化を迎えてJR東海に継承されている。

### 年表
- 1926年（大正15年）5月1日：豊川鉄道の駅として開業[1]。
- 1943年（昭和18年）8月1日：豊川鉄道国有化に伴い、国鉄飯田線の駅となる[1]。
- 1966年（昭和41年）
  - 10月1日：駅業務の外部委託を開始[2]。
  - 10月20日：車扱貨物取扱廃止、貨物取扱範囲を小口扱貨物のみに縮小[1]。
- 1971年（昭和46年）12月1日：残っていた小口扱貨物の取り扱いを廃止[1]。荷物の取り扱いも同時に廃止[1]。同時に無人駅化[3]。
- 1987年（昭和62年）4月1日：国鉄分割民営化に伴い、JR東海が継承[1]。
- 1996年（平成8年）2月26日：駅舎改築[4][5]。
- 2025年（令和7年）3月15日：ICカード「TOICA」が利用可能となる[6][7]。

### 所在地の遷移
開業時、所在地は南設楽郡東郷村富沢であった。その後、東郷村は1955年4月に新城町へと合併、1958年11月には新城町は市制を施行して新城市となった。1985年時点では、所在地は新城市富永で、大字が富沢から現在と同じ富永に変更されている。

## 駅構造
単式ホーム1面1線を有する地上駅である。
1996年に改築された駅舎が使用されている。1971年以降無人駅（駅員無配置駅）であり、管理駅（駅長配置駅）である豊川駅管理下に置かれている。かつては木造駅舎が使用されていたが、無人駅化以降老朽化が進み、1995年11月に解体された。

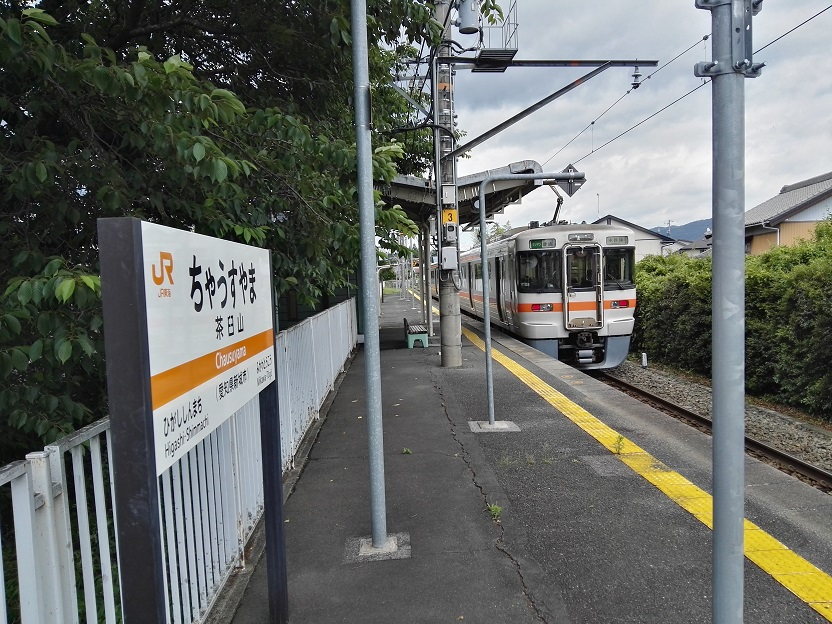
ホーム（2019年6月）

## 停車列車
茶臼山駅には、豊橋方面（上り）・飯田方面（下り）の双方とも1時間あたりおおむね1本（ラッシュ時は最大2本）の列車が停車する。停車する種別は普通列車と、上りに1本のみ設定されている快速列車の2種類であり、特急「伊那路」は通過する。

## 駅周辺

### 周辺の施設
- 新城市保健センター
- 茶臼山厚生病院 - ウェイバックマシン（2002年8月30日アーカイブ分）
- 新城市立東郷西小学校
- 豊川
- 国道151号
- 新東名高速道路・長篠設楽原パーキングエリア
- 新城教会
- 豊鉄バス新城営業所

## バス路線
茶臼山
- 豊鉄バス
  - 田口新城線

新城東高校
- 新城市Sバス
  - 作手線
  - 中宇利線
  - 西部線
- 豊鉄バス
  - 新豊線

## 隣の駅
東海旅客鉄道（JR東海）
CD 飯田線
■快速（上りのみ運転）・■普通
東新町駅 - 茶臼山駅 - 三河東郷駅